# 杨天楹
杨天楹（1923年—？），曾用名杨柱青，男，浙江杭州人，中国血液病学家，曾任中国医学科学院血液学研究所研究员、博士生导师。